# Industriebahn Ludwigsburg
| Bestandskarte Stand: Juli 2024 |                      |                                                            |                                                            |
| Streckenlänge: | etwa 2 km            |                                                            |                                                            |
| Spurweite: | 1435 mm (Normalspur) |                                                            |                                                            |
| |                      |                                                            |                                                            |
| \| \| \| vom Rangierbahnhof Kornwestheim \| \| \| \| \| Ludwigsburg Gbf \| \| \| \| \| Infrastrukturgrenze DB InfraGO / Stadt Ludwigsburg \| \| \| \| \| Nebenanschluss Ziegelwerke Ludwigsburg \| \| \| \| \| Nebenanschluss Co-op Schwaben und Nebenanschluss WLZ \| \| \| \| \| Nebenanschluss Wümeg \| \| \| \| \| Schwieberdinger Straße \| \| \| \| \| Nebenanschluss Knecht \| \| \| \| \| Nebenanschluss Franck \| \| \| \| \| Nebenanschluss Städt. Bauhof \| \| \| \| \| Nebenanschluss Heilmann u. Littmann \| \| \| \| \| Nebenanschluss Ludwigsburger Maschinenbau \| \| \| \| \| Nebenanschluss Gebr. Lotter \| \| \| \| \| Nebenanschluss Ziemann und Nebenanschluss Hüller \| \| \| \| \| Nebenanschluss Gebr. Lotter \| \| \| \| \| Nebenanschluss Eisfink \| \| \| \| \| Nebenanschluss Schneider und Nebenanschluss Mann u. Hummel \| \| \| \| \| Nebenanschluss Excelsior \| \| \| \| \| \| \| |                      |                                                            |                                                            |
| Strecke |                      | vom Rangierbahnhof Kornwestheim                            | vom Rangierbahnhof Kornwestheim                            |
| ehemaliger Dienststation / Betriebs- oder Güterbahnhof |                      | Ludwigsburg Gbf                                            | Ludwigsburg Gbf                                            |
| ehemaliger Wechsel des Eisenbahninfrastrukturunternehmens |                      | Infrastrukturgrenze DB InfraGO / Stadt Ludwigsburg         | Infrastrukturgrenze DB InfraGO / Stadt Ludwigsburg         |
| Abzweig geradeaus und ehemals nach links |                      | Nebenanschluss Ziegelwerke Ludwigsburg                     | Nebenanschluss Ziegelwerke Ludwigsburg                     |
| Abzweig geradeaus und ehemals nach links |                      | Nebenanschluss Co-op Schwaben und Nebenanschluss WLZ       | Nebenanschluss Co-op Schwaben und Nebenanschluss WLZ       |
| Abzweig geradeaus und ehemals von links |                      | Nebenanschluss Wümeg                                       | Nebenanschluss Wümeg                                       |
| Bahnübergang |                      | Schwieberdinger Straße                                     | Schwieberdinger Straße                                     |
| Abzweig geradeaus und ehemals nach links |                      | Nebenanschluss Knecht                                      | Nebenanschluss Knecht                                      |
| Abzweig geradeaus und ehemals von rechts |                      | Nebenanschluss Franck                                      | Nebenanschluss Franck                                      |
| Abzweig geradeaus und ehemals von links |                      | Nebenanschluss Städt. Bauhof                               | Nebenanschluss Städt. Bauhof                               |
| Abzweig geradeaus und ehemals von links |                      | Nebenanschluss Heilmann u. Littmann                        | Nebenanschluss Heilmann u. Littmann                        |
| Abzweig geradeaus und ehemals nach rechts |                      | Nebenanschluss Ludwigsburger Maschinenbau                  | Nebenanschluss Ludwigsburger Maschinenbau                  |
| Abzweig geradeaus und nach rechts |                      | Nebenanschluss Gebr. Lotter                                | Nebenanschluss Gebr. Lotter                                |
| Abzweig geradeaus und ehemals von links |                      | Nebenanschluss Ziemann und Nebenanschluss Hüller           | Nebenanschluss Ziemann und Nebenanschluss Hüller           |
| Abzweig ehemals geradeaus und nach rechts |                      | Nebenanschluss Gebr. Lotter                                | Nebenanschluss Gebr. Lotter                                |
| Abzweig geradeaus und von links (Strecke außer Betrieb) |                      | Nebenanschluss Eisfink                                     | Nebenanschluss Eisfink                                     |
| Abzweig geradeaus und nach links (Strecke außer Betrieb) |                      | Nebenanschluss Schneider und Nebenanschluss Mann u. Hummel | Nebenanschluss Schneider und Nebenanschluss Mann u. Hummel |
| Abzweig geradeaus und von links (Strecke außer Betrieb) |                      | Nebenanschluss Excelsior                                   | Nebenanschluss Excelsior                                   |
| |                      |                                                            |                                                            |

Die Industriebahn Ludwigsburg ist ein etwa zwei Kilometer langes Industriestammgleis in der Ludwigsburger Weststadt. Zuständiges Eisenbahninfrastrukturunternehmen der normalspurigen und nicht elektrifizierten Anschlussbahn ist die Stadt Ludwigsburg, die Bedienung erfolgt durch die Deutsche-Bahn-Tochtergesellschaft DB Cargo, die dafür eine Rangierlokomotive der Baureihe V 60 einsetzt.

## Lage der Strecke
Das 1950 in Betrieb genommene Industriegleis beginnt im ehemaligen Ludwigsburger Güterbahnhof, einem Bahnhofsteil des Kornwestheimer Rangierbahnhofs, das heißt westlich des Ludwigsburger Personenbahnhofs. Die Infrastrukturgrenze zwischen der DB Netz und der Stadt Ludwigsburg entspricht dabei exakt der Gemarkungsgrenze zwischen Kornwestheim und Ludwigsburg. Von dort führt die Industriebahn in westliche Richtung, um an der Einmündung der Siegesstraße in die Solitudeallee ein Gleistor zu passieren und damit den öffentlichen Straßenraum zu erreichen. Im weiteren Verlauf führt das Gleis durch die Siegesstraße, die Gänsfußallee und die Grönerstraße zum heutigen Streckenende an der Einmündung der Raiffeisenstraße. Ursprünglich fuhr die Bahn circa 300 Meter weiter bis zur Schlieffenstraße. In der Siegesstraße ist die Industriebahn dabei – ähnlich einer Straßenbahn – straßenbündig trassiert, das heißt, sie fährt dort auf Rillenschienen. Ein Seitenstrang der Bahn führte früher durch die Kammererstraße zu den Nebenanschlüssen Co-op Schwaben und WLZ.
Von den einst zahlreichen Gleisanschlüssen sind mittlerweile fast alle stillgelegt oder dauerhaft außer Betrieb. 2016 wird nur noch das Unternehmen Gebr. Lotter regelmäßig bedient, welches einmal täglich Profilstahl auf Rungenwagen zugestellt bekommt. Lotter besitzt darüber hinaus ein weiteres Anschlussgleis an der ehemaligen Bahnstrecke Ludwigsburg–Markgröningen.